# Размишљање на шири начин
Размишљање изван кутије (размишљање на шири начин) је метафора која значи размишљати друкчије, неконвенциално, из неке друге перспективе. Ова фраза се често односи на креативно размишљање. Мисли се да термин потиче из 1970-их и 1980-их када су консултанти менаџера изазивали своје клијенте да реше слагалицу „девет тачака“, која је захтевала мало латералног размишљања.
Катафраза, или клише, је почео широко да се користи у околини бизниса, посебно од стране консултаната менаџера и извршних тренера, и реферирано је у многим маркетиншким слоганима. Размишљати на шири начин се ради тако што се гледа даље и покушава да се не размишља о очигледним стварима већ изван њих.

## Аналогија
Поједностављена дефиниција парадигме је навика расуђивања или концептуални оквир.
Поједностављена аналогија је „кутија“ у често коришћеној фрази „размишљање изван кутије“. Шта је обухваћено речима „унутар кутије“ је аналогно са тренутним, често непримећеним, претпоставкама о ситуацији. Креативно размишљање признаје и одбија прихваћену парадигму да развија нове идеје.

## Слагалица с девет тачака
Примећивање нечега ван увиђене „кутије“ је повезано са традиционалном топографском слагалицомом званом слагалица с девет тачака.
Порекло фразе „размишљање изван кутије“ је нејасно; али је популаризовано делом због слагалице с девет тачака, коју је Џон Адер представио 1969. Менаџерски консултант Мајк Ванс је тврдио да је слагалица с девет тачака постала позната у његовим круговима због компаније Волт Дизни, где је слагалица коришћена.
Слагалица двет тачака је много старија од слогана. Појављује се у Семјуел Лојдовој Циклопедији слагалица из 1914. У 1951 компилација слагалица The Puzzle-Mine: Puzzles Collected from the Works of the Late Henry Ernest Dudeney је приписана лично Дуднију. Сам Лојдова оригинална формулација слагалице је дата као слагалица Колумбовог јајета. Ово је била алузија на Колумбову причу о јајима.
Слагалица је представљала интелектуални изазов — да се повежу тачкице цртањем четири правe, континуалнe линијe које пролазе кроз сваку од девет тачака, без подизања оловке с папира. Загонетка је лако решива, али само ако се линије цртају ван квадратног дела дефинисаног самим тачкама. Фраза "thinking outside the box" је преправљање стратегије решавања. Слагалица изгледа тешко јер људи често замишљају границу на ивицама цртежа низа тачкица. Срце материје није специфицирана баријера коју људи често опазе.
Иронично, говорећи људима да „размишљају изван кутије“ им не помаже у томе, бар не при решању проблема с девет тачкица. До тога долази због разлике између процедуралног знања (имплицитног или прећутног знања) и декларативног знања (знања из књиге). На пример, невербална акција као што је цртање квадрата ван 9 тачака дозвољава људима да реше проблем девет тачкица боље од просечног. Међутим, веома посебан начин вербализације је и те како дозволио људима да реше проблем боље од просечног. Ово се постиже причањем без предрасуда, стилом слободних асоцијација. Ово су биле инструкције у студијама које су показале олакшице у решавању проблема 9 тачака:
Док решаваш проблем размишљај наглас. Док размишљаш наглас треба да урадиш следеће: Реци шта год ти је у глави. Немој да задржаваш предосећаје, нагађања, дивље идеје, слике, планове и циљеве. Причај што је могуће дуже у континуитету. Покушај да кажеш нешто исто сваких пет секунди. Причај чујно. Пази на опадање гласа док се укључујеш у проблем. Не размишљај о комплетној реченици или елоквенцији. Немој да превише објашњаваш или правдаш. Не анализирај више него што би анализирао иначе. Не елаборирај на прошлим догађајима. Уђи у образац говорења о ономе што ти је тренутно у мислима, не размишљању па тек онда говорењу о сојим мислима. Иако је човек који експериментише присутан, не разговараш с њим. Уместо тога, извршавај задатак као да причаш сам са собом наглас.
Проблем девет тачака је веома добро дефинисан проблем. Има јасно објашњен циљ, и све потребне информације да се реши проблем (повежи све тачкице коришћењем четири линије). Добро дефинисани проблеми имају јасан завршетак (знате када сте стигли до решења). Мада је решење „изван кутије“ и није лако да се уочи из прве, када је једном нађено, изгледа очигледно. Други примери добро дефинисаних проблема су Ханојске куле и Рубикова коцка.
Насупрот томе, карактеристике лоше дефинисаних проблема су:
- нејасноће око тога шта је заправо питање
- нејасно како стићи до решења
- нејасно како изгледа решење

Пример лоше дефинисаног проблема је "шта је есенција среће?" Способности потребне за решавање овог типа проблема су спосоности да се расуђује и цртају закључци, метакогниција и епистемолошко разматрање.

## Метафора
Ова флексибилна енглеска фраза је реторички троп са великим опсегом различитих примена.
Метафорична "кутија" у фрази "изван кутије" може бити везано за нешто стварно и мерљиво — на пример, спознајне буџетске или организационе спреге у Холивудском развојном пројекту. Спекулишући изван његових рестриктивних граница, кутија може бити:
(a) позитивна— неговање креативних скокова као и стварање дивљих идеја (конвенционално коришћење термина); и
(b) негативна— пробијање кроз "дно кутије." Џејмс Бандовски тврди да је ово резултат искреног и проницљивог резултата поновне процене ситуације, организације, итд.
У другу руку, Бандовски расправља да процес ширег начина размишљања не треба да буде конструисан у пејоративном смислу. Важно је за прецизно граматичко рашчлањивање и извршавање различитих задатака — доношења одлука, анализирања података, и управљање процесом стандардних оперативних процедура, итд.
Холивудски сценограф Ира Стивен Бехр је усвојила овај концепт да информише радњу и карактер у контексту телевизијске серије. Бехр замишља срж карактера:
Он ће „размишља изван кутије“, знате, и обично када користимо тај клише, сматрамо да размишљање изван кутије означава нову мисао. Тако да можемо да се преместимо у кутију, али у некако бољој позицији.
Та фраза може да се користи као скраћени начин да се опише спекулација о томе до чега долази при мултифазном дизајнерском размишљању.